# Storia del Friuli
(monsignor Pio Paschini)

## Le origini e l'epoca romana

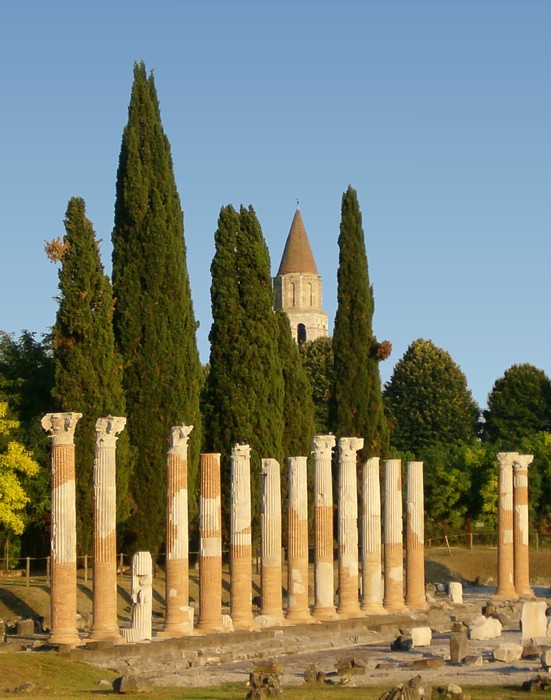
Il foro di Aquileia, sullo sfondo il campanile della basilica

La popolazione italica originaria del territorio delimitato ad ovest dal fiume Livenza, a nord dalle Alpi carniche, ad est dalle Alpi Giulie e dal fiume Timavo, a sud dal Mar Adriatico, era quella degli Euganei di origine pre-indoeuropea, di stirpe affine a quella dei Liguri Ingauni, i cui insediamenti assunsero nella zona la forma dei castellieri, costruiti in prevalenza su isole fluviali e costituiti da una o più cinte murarie concentriche dalla forma quadrangolare, all'interno delle quali si sviluppava l'abitato. Fra il X e il VII secolo a.C. a tale popolazione si sovrapposero i Veneti di origine forse illirica e provenienti dalla regione danubiana, ai quali si sostituirono nel V secolo a.C. i Carni, popolo di origine celtica, che introdussero nei territori da loro occupati e in quelli limitrofi nuove e avanzate tecniche di lavorazione del ferro e dell'argento.
L'attuale Friuli fu successivamente colonizzato dai Romani (a partire dal II secolo a.C.) e venne profondamente influenzato dalla civiltà latina, grazie anche alla presenza dell'importante centro di Aquileia, quarta città d'Italia e fra le principali dell'impero, capitale della X Regione augustea Venetia et Histria. Gli scavi archeologici effettuati, con particolare riferimento all'estensione delle mura e dell'agglomerato interno alle stesse, ci danno una chiara immagine del suo eccezionale sviluppo urbano e demografico. Ancor oggi Aquileia è, insieme a Ravenna e Brescia, il massimo sito archeologico dell'Italia settentrionale. La città era inoltre importantissimo porto fluviale sull'allora fiume Natissa, snodo dei traffici adriatici verso l'Europa settentrionale (la così chiamata "Via Iulia Augusta") e verso l'Illiria. Aquileia doveva la sua importanza principalmente ad una posizione strategicamente favorevole, sotto il profilo sia commerciale che militare: sorgeva infatti sul mare Adriatico e in prossimità delle Alpi orientali, permettendo in tal modo a Roma di contrastare più efficacemente le invasioni barbariche provenienti da oriente. 
Nelle sue campagne militari, Giulio Cesare era solito portare le sue legioni a svernare proprio ad Aquileia durante l'inverno. Il greco Strabone, geografo di età augustea, in una sequenza della sua opera annota che il porto di Aquileia, colonia romana «...fortificata a baluardo dei barbari dell'entroterra..., si raggiunge... risalendo il fiume Natisone per sessanta stadi... e serve come emporio per i popoli illirici stanziati lungo l'Istro (Danubio)». Va al riguardo segnalato che, mentre al giorno d'oggi il Natisone è tributario dell'Isonzo, all'epoca sfociava direttamente in mare. Lo sviluppo di altri centri oltre ad Aquileia, quali Forum Iulii (Cividale del Friuli), Iulia Concordia (Concordia Sagittaria) e Iulium Carnicum (Zuglio), contribuì ad assicurare alla regione un notevole rigoglio economico e culturale, che riuscì a mantenere, nonostante le prime incursioni barbariche, fino agli inizi del V secolo. Negli ultimi decenni del III secolo Aquileia divenne la sede di uno dei vescovati più prestigiosi dell'Impero, contendendo in Italia il secondo posto per importanza, dopo Roma, alle capitali imperiali di Milano e, successivamente, Ravenna. Nel 381 vi si tenne un importante concilio, presieduto dal vescovo Valeriano ma fortemente voluto da sant'Ambrogio, che aveva preferito Aquileia alla sua sede episcopale di Milano per far condannare pubblicamente l'eresia ariana e i suoi seguaci.
L'invasione unna segnò l'inizio della decadenza: Aquileia, protetta da forze esigue, si arrese per fame e venne espugnata e rasa al suolo da Attila nel 452 (in alcune fondamenta sono state ritrovate le tracce lasciate dagli incendi). Terminata l'ondata unna, i superstiti, che avevano trovato rifugio nella laguna di Grado, ritornarono in città, ma la trovarono completamente distrutta. La ricostruzione di Aquileia, per riportare all'antico splendore quella che era stata la superba capitale della X Regio, fu un'impresa vagheggiata ma mai effettivamente realizzata. La città rimase comunque un punto di riferimento ideale di enorme importanza anche dopo il crollo dell'Impero, grazie alla costituzione del Patriarcato, naturale successore del vescovato omonimo a partire dalla metà del VI secolo e sede di una fra le massime autorità cristiane del tempo.
L'insicurezza della pianura friulana, punto di passaggio di tutte le grandi invasioni barbariche, spinse in quell'epoca molte persone a trovar rifugio nelle isole o nei borghi fortificati sulle colline, determinando in tal modo lo spopolamento della parte più fertile della regione e un suo generale impoverimento.

### Cronologia relativa al periodo delle origini e dell'epoca romana
- 1000 a.C.-400 a.C. - L'attuale territorio del Friuli è abitato in gran parte da popolazioni paleovenete ed illiriche (queste ultime solo in alcune zone sudorientali). Sviluppo della cultura dei castellieri procedente dall'Istria;
- 400 a.C.-300 a.C. - La popolazione celta dei Carni occupa gran parte dell'attuale Friuli, inserendosi attivamente nella cultura dei Castellieri;
- 221 a.C. - Alcune legioni romane dirette in Istria attraversano il Tagliamento e l'Isonzo. È questo il primo contatto, storicamente accertato, fra i Romani e le popolazioni autoctone della regione;
- 181 a.C. - Viene fondata in prossimità dell'Adriatico e sul fiume Natisone la Colonia di diritto latino di Aquileia. I Carni vengono ricacciati nelle prealpi friulane;
- 148 a.C. - Viene fatta costruire dal console Spurio Postumio Albino la Via Postumia, che unisce Genova ed Aquileia;
- 131 a.C. - Costruzione, per volere del pretore Tito Annio Rufo, della Via Annia che congiunge Aquileia ad Adria passando per Padova;
- 115 a.C. - Definitivo assoggettamento dei Carni a Roma, dopo strenua resistenza. Le armi romane erano guidate dal console Marco Emilio Scauro;
- 50 a.C.-49 a.C. - I centri di Forum Iulii (l'attuale Cividale del Friuli) e Iulium Carnicum (l'attuale Zuglio) divengono entrambi Municipia romani;
- 7 - Viene costituita la X Regio, Venetia et Histria, comprendente l'intera Italia nord-orientale fino al Golfo del Quarnero con capitale Aquileia. La città è all'epoca il quarto centro più popoloso d'Italia;
- 167 - La tribù germanica dei Quadi, oltrepassate le Alpi, cinge d'assedio Aquileia senza riuscire però ad espugnarla;
- 238 - L'imperatore Massimino il Trace perde la vita alle porte di Aquileia, assassinato dai suoi stessi soldati. Aquileia aveva chiuso le porte all'esercito imperiale per paura di saccheggi e spoliazioni da parte delle truppe;
- 300 circa - Potenziamento della zecca di Aquileia da parte di Diocleziano;
- 308-319 - Vescovo di Aquileia è Teodoro, vero artefice della futura grandezza della Diocesi, poi Patriarcato, di Aquileia. Va comunque sottolineato che la Diocesi di Aquileia si era già strutturata come tale nel corso della seconda metà del III secolo ed aveva dato alla chiesa cattolica una serie di martiri, vittime delle persecuzioni contro i cristiani, fra cui il suo primo vescovo Ermacora;
- 361 - L'imperatore Giuliano assedia Aquileia, restata fedele a suo cugino Costanzo II, e fa deviare le acque del fiume Natisone a nord della città, mettendo così fine definitivamente al porto fluviale;
- 381 - Nella città di Aquileia viene celebrato un concilio, promosso da sant'Ambrogio e presieduto dal vescovo della città, Valeriano, dove viene espressa una netta e definitiva condanna della dottrina ariana;
- 388 - Teodosio I cattura e mette a morte ad Aquileia l'usurpatore Magno Massimo che, dopo la Battaglia della Sava, si era rifugiato in città;
- 394 - Teodosio sconfigge, non lontano da Aquileia, l'usurpatore Flavio Eugenio. Il grande scontro, conosciuto come Battaglia del Frigido, ebbe luogo nella vallata del Vipacco, nell'attuale Slovenia. Con questa vittoria Teodosio riunisce nelle sue mani, e per l'ultima volta, l'Occidente e l'Oriente romano;
- 401-402 - Alarico I, re dei Visigoti, tenta di espugnare Aquileia, senza riuscirvi;
- 408 - Nella sua seconda discesa in Italia, Alarico tenta nuovamente, e inutilmente, di espugnare Aquileia;
- 452 - Aquileia cade per mano di Attila, re degli Unni.

## Il Medioevo
Dopo il crollo dell'Impero Romano d'Occidente il Friuli entrò a far parte del Regno di Odoacre e successivamente di quello ostrogoto di Teodorico. La riconquista bizantina voluta dal grande Giustiniano (535-553) fu, per la Regione, di breve durata: nel 568 i Longobardi la occuparono.
La capitale venne spostata a Forum Iulii, fortificata nel corso del Medioevo per poter resistere ad altri barbari. In epoca longobarda Forum Iulii si impose come il più importante e popoloso centro della Regione e, nei secoli successivi, mutò il suo nome in quello di Cividale del Friuli. La città, prima ancora di perdere definitivamente la sua denominazione latina, diede a sua volta il proprio nome all'intero territorio. Con successivi passaggi linguistici, infatti, il nome Forum Iulii, sulla bocca delle popolazioni friulane di allora, si trasformò in Friûl e si estese fino ad indicare la totalità del ducato longobardo friulano.
I Longobardi lasciarono un profondo segno nella storia del Friuli, creando un forte ducato, che fin dalle sue origini rivestì una funzione militare e politica di primo piano nell'ambito del regno longobardo. Durante tutta la sua esistenza, il Ducato del Friuli si configurò come una vera e propria barriera contro le minacce degli Avari e degli Slavi. Tale funzione strategica fu intuita fin dagli albori del dominio longobardo: il Ducato del Friuli fu infatti il primo ad essere costituito in Italia e lo stesso Alboino volle affidarlo al nobile Gisulfo, suo parente e braccio destro. Non a caso, molti duchi del Friuli divennero anche re dei Longobardi. Fra questi, Rachis (prima metà dell'VIII secolo), sovrano di ampia cultura e profondamente religioso, fu un convinto sostenitore del processo di fusione fra l'elemento germanico e quello romano o romanizzato che oramai sia in Friuli che nel resto dell'Italia longobarda poteva considerarsi pienamente realizzato. L'adozione della religione cattolica (VII secolo) e della lingua latina avevano infatti permesso ai Longobardi di integrasi con le popolazioni autoctone e di partecipare attivamente allo sviluppo, anche civile e culturale, del territorio. Longobardi del Friuli furono anche Astolfo, successore di Rachis prima come duca del Friuli, poi come re d'Italia, e infine lo storico Paolo Diacono, autore della Historia Langobardorum e professore di grammatica latina presso la corte di Carlo Magno.
Alla dominazione longobarda seguì quella franca, che iniziò a partire dagli ultimi decenni dell'VIII secolo. I Franchi riorganizzarono il Ducato del Friuli su base comitale e lo inserirono nel Regnum Italicum. Fu poi trasformato in Marca del Friuli nell'846. A cavallo tra i secoli IX e X il Friuli fu coinvolto nella lotta per il controllo d'Italia, quando il marchese Berengario si fece incoronare prima re d'Italia nell'888 e quindi imperatore del Sacro Romano Impero nel 915. Il Friuli estese allora il suo territorio sino al lago di Garda, mentre la capitale veniva spostata a Verona, costituendo la Marca di Verona e Aquileia. Con lo smembramento dello Stato carolingio (IX secolo), assunse sempre maggior importanza per i destini del Friuli la componente germanica dell'Impero. Le invasioni degli Ungari, col loro strascico di devastazioni, caratterizzarono in negativo il X secolo dei territori friulani.
Il 3 aprile del 1077 è una data particolarmente significativa per la storia del Friuli: in questa giornata infatti l'imperatore Enrico IV concesse al Patriarca Sigeardo di Beilstein, per la sua fedeltà al potere imperiale, la marca del Friuli con prerogative ducali: nacque così lo Stato patriarcale di Aquileia (chiamato a partire dal XIII secolo Patria del Friuli). Tale linea filo-imperiale, seguita anche dai successori di Sigeardo, che per lungo tempo saranno tutti di origine germanica, permise loro di consolidare il potere temporale, che oltre a tale regione incluse per alcuni periodi - in epoche diverse - anche Trieste, l'Istria, la Carinzia, la Stiria e il Cadore. La Patria del Friuli si impose ben presto come una delle più ampie e potenti formazioni politiche dell'Italia del tempo, dotandosi, fin dal XII secolo, anche di un Parlamento, espressione massima della civiltà friulana sotto il profilo istituzionale. Tale organismo prevedeva una rappresentanza assembleare anche dei comuni, e non solo dei nobili e del clero. La vita di questa istituzione si protrasse per oltre sei secoli, mantenuta persino sotto la dominazione veneziana, anche se in parte svuotata di potere: si riunirà infatti per l'ultima volta nel 1805. Sarà abolita da Napoleone Bonaparte. 
A partire dal 1273, con la nomina dell'Arcivescovo Raimondo della Torre a Patriarca di Aquileia, incomincia l'egemonia della potente famiglia lombarda dei Della Torre, che metterà solide radici in Friuli e lo utilizzerà come base per le incursioni in terra lombarda contro i Visconti nella la loro lotta per il possesso della Signoria di Milano. Il Patriarca Marquardo di Randeck (1365-1381) raccolse tutte le leggi emanate in precedenza nelle Constitutiones Patriae Foriiulii, ossia Le leggi fondamentali della Patria del Friuli. L'attuale Cividale del Friuli sarà sede della Patria del Friuli fino al 1238, anno in cui il Patriarca si trasferirà a Udine, dove farà costruire un grande palazzo per sé e per i propri successori. Udine assumerà in tal modo sempre maggiore importanza, divenendo col tempo il più importante centro istituzionale del Friuli. 

### Cronologia dell'età medievale[3]
- 476 - Il generale erulo Odoacre depone l'imperatore Romolo Augusto (ultimo sovrano legittimo dell'Impero Romano d'Occidente) e si proclama re d'Italia;
- 489 - Gli Ostrogoti provenienti dalla Pannonia sotto la guida di Teodorico il Grande invadono il Friuli e sconfiggono facilmente Odoacre. Le cronache del tempo parlano del nuovo regno gotico come di un periodo di gravi carestie, inasprimenti fiscali, dissidi tra latini e barbari;
- 535-553 - La guerra gotica pone fine al regno dei Goti ed instaura nella penisola l'amministrazione bizantina;
- 553 - Inizia lo Scisma tricapitolino che vede protagonista la chiesa di Aquileia;
- 568 - I Longobardi, provenienti dalla Pannonia e guidati dal re Alboino invadono il Friuli. La loro invasione avviene lentamente e senza incontrare alcuna resistenza armata; un'invasione molto differente dalle precedenti, le quali avevano invece lasciato dietro di sé morte e rovine. In breve tempo i Longobardi si impadroniscono di gran parte d'Italia; Forum Iulii (Cividale del Friuli) diviene capitale del Ducato del Friuli, prima entità statuale longobarda in Italia;
- 568-776 - Per oltre due secoli la storia del Friuli si confonde con quella dei Longobardi. Il primo secolo coinciderà con un periodo di lotte, congiure, instabilità politica e dalle incursioni degli Avari e Slavi; il secondo sarà invece un periodo di forte sviluppo economico, politico, culturale ed artistico, grazie anche all'adozione da parte dei longobardi del cattolicesimo (prima metà del VI secolo) e della lingua latina. Le vicende di questo periodo sono narrate dal cividalese Paolo Diacono (morto nel 799) nel suo libro Historia Langobardorum;
- 698 - Con la fine dello Scisma tricapitolino la chiesa di Aquileia e quella di Roma rientrano in comunione;
- 776 - Carlo Magno, re dei Franchi, invocato da Papa Adriano I che si sente minacciato dal re longobardo Desiderio, entra in Italia con un esercito e sconfigge i Longobardi. Nonostante la sconfitta l'eredità etnica e culturale lasciata dai Longobardi non sarà mai cancellata;
- 776-899 - Il dominio franco non riesce a creare condizioni di stabilità nonostante le particolari cure che lo stesso Carlo Magno dedica al Friuli. In questo periodo tornerà a rifiorire la città di Cividale, adesso chiamata Civitas Austriae e non più Forum Iulii, termine che invece andrà ad identificare il nome dell'intera regione;
- 899-952 - Il Friuli subisce la più lunga e devastante invasione per mano degli Ungari. Provenienti da una zona compresa tra il Volga e gli Urali arrivano a spingersi prima in Germania quindi in Italia. Le loro invasioni non hanno carattere stabile, si tratta bensì di rapide incursioni che lasciano dietro di sé incendi, morti e rovine. Le conseguenze delle invasioni ungare saranno fatali per il Friuli: spopolamento della regione, interruzione delle vie di comunicazione, abbandono delle attività produttive;
- 952-1019 - Dopo la vittoria sugli Ungari da parte di Enrico duca della Baviera e della Carinzia, fratello di Ottone I (futuro imperatore), il Friuli, ridotto a semplice comitato, viene incorporato alla marca veronese (955 circa). Nel 989 è annesso al ducato di Carinzia;
- 1019-1077 - Viene avviata, per mano del patriarca di Aquileia, la rinascita materiale e spirituale del Friuli. Questo processo, che porterà al riconoscimento giuridico del principato patriarcale da parte dell'imperatore, rappresenta uno degli esempi più noti di compartecipazione del potere politico tra chiesa, aristocrazia e società civile laica, tipici del periodo medievale;

Patriarcato di Aquileia attorno al 1250

- 1077 - A Pavia il 3 aprile del 1077 l'imperatore Enrico IV concede al patriarca Sigeardo l'investitura feudale con prerogative ducali su tutta la contea del Friuli. È l'atto di nascita del principato ecclesiastico di Aquileia; con questo atto il Friuli riacquista la sua integrità territoriale e la sua autonomia politica. Nonostante non si possa configurare come un vero Stato sovrano, l'esempio friulano rappresenta una delle forme più mature di organizzazione politica unitaria ed accentrata sorte in Europa nel Medioevo;
- 1077-1204 - I successori di Sigeardo si mantengono fedeli alla politica di Enrico IV e poi del figlio Enrico V facendo del principato aquileiese la pedina avanzata della politica imperiale in Italia;
- 1204-1251 - È il periodo di massimo splendore del patriarcato; il Friuli mai come in questo periodo ha raggiunto tanta autonomia e prestigio internazionale. Sotto il patriarcato di Volchero (1204-1218) grande impulso viene dato ai traffici commerciali ed alle attività produttive, viene migliorata la rete viaria e si sviluppa una brillante attività culturale. A Volchero succede il patriarca Bertoldo di Andechs-Merania (1218-1251) il quale ha fin dall'inizio un occhio di riguardo per Udine che in breve tempo passa da piccolo villaggio a città. Le mire di conquista dei ghibellini Ezzelino III da Romano e Mainardo III, conte di Gorizia, costringono il patriarca a cercare aiuto nel partito avversario (quello guelfo) alleandosi con Venezia e con il duca di Carinzia;
- 1251-1334 - Il Friuli, divenuto elemento di forza della lega Guelfa, si avvia ad un lento ma inesorabile declino. Il patriarca non riesce più a conservare la coesione tra i comuni friulani e frequenti divengono i tradimenti, le congiure e le lotte tra vassalli; il conte di Gorizia diviene il principale avversario dell'autorità patriarcale;
- 1282- Pordenone diventa patrimonio personale degli Asburgo;
- 1334-1381 - Grazie agli sforzi dei patriarchi viene nuovamente dato lustro e prestigio al patriarcato, ma i loro propositi sono coronati da un successo parziale ed effimero. Molto si deve al patriarca Bertrando di San Genesio (1334-1350) che, amato dal popolo, consegue numerosi successi sul piano militare e diplomatico senza mai trascurare i suoi doveri di vescovo. Il 6 giugno del 1350, ormai novantenne, rimane vittima di una congiura guidata dal conte di Gorizia e dal comune di Cividale. Il patriarca Marquardo di Randeck (1365-1381) passerà invece alla storia per aver promulgato (8 novembre 1366) la raccolta delle norme fondamentali "Costituzione" della Patria del Friuli (Constitutiones Patriae Foriiulii), base del diritto friulano fino alla caduta della repubblica veneta;
- 1353 - Il 1º agosto, con un diploma di attuazione, l'Imperatore del Sacro Romano Impero Carlo IV di Lussemburgo autorizza il Patriarca ad istituire in Friuli un'università. Avrà sede a Cividale del Friuli. È previsto il dottorato in materie scientifiche, matematiche, giuridiche, ecclesiastiche. Funzionerà, anche se in maniera irregolare, fino al 29 aprile 1429 quando, con decreto, Venezia la chiuderà;
- 1381-1420 - È il periodo della decadenza del ducato patriarcale, principalmente causata da uno spirito di fazione, odio e vendetta tra i comuni friulani, in particolare tra quelli di Udine e Cividale, lite in cui vengono coinvolti altri stati italiani ed esteri. Con Cividale si schierano gran parte dei comuni friulani, i carraresi, Padova ed il Re d'Ungheria; Udine appoggia invece Venezia. Nel 1411 il Friuli divenne campo di battaglia fra l'esercito imperiale (schierato con Cividale) e quello veneziano (schierato con Udine). Nel dicembre di quello stesso anno l'esercito dell'imperatore si impadronisce di Udine; il 12 luglio 1412 nel Duomo di Cividale viene investito dei suoi poteri temporali il patriarca Ludovico di Teck (questa fu l'ultima cerimonia del Sacro Romano Impero in Friuli). Il 13 luglio 1419 i Veneziani occupano però Cividale e si preparano alla conquista di Udine;
- 1420 - Il 7 giugno 1420, dopo una strenua difesa, l'esercito veneziano entra nella città di Udine; subito dopo cadono Gemona, San Daniele, Venzone, Tolmezzo; è la fine del potere secolare del patriarca;
- 1445 - Dopo lunghe trattative il patriarca Ludovico Trevisan accetta il concordato imposto da Venezia. Da qui in avanti il Friuli seguirà le vicende della Serenissima Repubblica Veneta.

## La fine dell'autonomia del Friuli
Con l'attenuarsi dell'autorità imperiale e l'attivazione da parte dei patriarchi di una politica guelfa, cominciò la fase di crisi dell'intero Patriarcato, indebolito dalle contese tra la nobiltà libera e quella legata all'Impero, dagli scontri tra Udine e Cividale e fra i comuni friulani che cercavano di resistere alle aggressioni veneziane, goriziane e di altri come Ezzelino III da Romano.
Il Patriarcato cominciò con il perdere l'Istria, dove Venezia assunse la diretta tutela dei comuni minacciati dal conte di Gorizia e, con la pace di Treviso del 1291, ottenne tutta la costa, mentre poco di più durò l'autonomia di Pola. Trieste, per conservare le allora sue modeste risorse commerciali, decise di passare sotto i duchi d'Austria. La decadenza del Patriarcato favorì anche una notevole, se pur transitoria, affermazione dei conti di Gorizia, che raccolsero la bandiera ghibellina ed ebbero, quando Enrico II sposò la figlia di Gherardo da Camino, una voce importante nel Veneto e prevalenza in tutto il Friuli.
Quando si consolida la potenza di Venezia, dell'Austria e dell'Ungheria, la sorte del Patriarcato è segnata. Già dopo l'uccisione del patriarca Bertrando di San Genesio in seguito ad una congiura capeggiata dai goriziani nel 1350, si vide l'intervento del duca d'Austria col pretesto di mantenere l'ordine. A Udine i Savorgnan, che mirano al potere, favoriscono Venezia, sempre più interessata alle cose friulane, ricercandone contemporaneamente l'appoggio.
In una serie di congiure perdono la vita prima Federico Savorgnan e poi il Patriarca Giovanni di Moravia. Nel 1411 l'Imperatore Sigismondo d’Ungheria, deciso a reclamare la corona imperiale a Roma, invade il Friuli, evento che porta la guerra tra questi e Venezia. Il 16 giugno 1420 Tristano di Savorgnan entra a Udine col il vessillo di San Marco e anche il conte di Gorizia è costretto a prendere l'investitura da Venezia, che raccoglie quasi completamente l'eredità di Aquileia. Il papa riconobbe il nuovo stato di cose nel 1445: il patriarca di Aquileia Ludovico Trevisan dovette quindi accettare l'annessione a Venezia della Patria del Friuli; al patriarca rimaneva l'amministrazione della sola città e del contado di Aquileia e dei castelli di San Daniele del Friuli e di San Vito al Tagliamento.

## Dalla dominazione veneziana alla Restaurazione
All'amministrazione della Repubblica Veneziana, che permise al Friuli una notevole tranquillità, nonostante le scorrerie turche della seconda metà del XV secolo, si deve però anche una brusca decadenza del sistema economico. A Udine, dove si era trasferito il patriarca, venne a stabilirsi un rappresentante del senato della Repubblica di San Marco, un luogotenente veneto, una sorta di governatore. Privilegi e autonomie esistenti vennero rispettati e il Parlamento Friulano continuò ad adunarsi, perdendo però i tradizionali diritti di sovranità.
Un'importante rivolta popolare, fatto storico molto noto e conosciuto come il "Giovedì grasso del 1511" (Joibe grasse 1511), scoppiò a Udine il 27 febbraio ad opera di cittadini udinesi affamati, in seguito supportati dai contadini, e si estese successivamente all'intero territorio della Patria del Friuli. Tale movimento insurrezionale fu uno dei più significativi dell'Italia rinascimentale e si protrasse per tutto il 27 e il 28 febbraio, fino a quando, il 1º marzo, fu represso da Venezia, che inviò alcune centinaia di cavalieri per sedare la rivolta e solo dopo duri scontri riuscì nel suo intento. I contadini ribellatisi contro i padroni feudali, ma che non si erano espressamente mossi contro Venezia, ottennero un sia pur poco efficace riconoscimento di individualità politica con l'istituzione della casa della contadinanza.
Intorno alla metà del XVI secolo gli abitanti della Patria del Friuli erano all'incirca 198.615, mentre nel 1599, secondo la stima del Luogotenente del tempo, Stefano Viario, erano scesi a 97.000. Il tasso di mortalità infantile era elevatissimo e raggiunse il suo massimo storico nel 1629, in corrispondenza con la grande epidemia di peste che colpì l'intero nord Italia e ridusse la stessa popolazione di Venezia del 40%.
In Friuli ci fu una grande varietà di ordinamenti. Latisana passò direttamente sotto il controllo della Repubblica Veneta; Pordenone, già proprietà dei Signori d'Austria, mantenne il proprio ordinamento comunale, pur divenendo parte della Repubblica, dopo l'estinzione della famiglia feudale dei d'Alviano; Cividale del Friuli godette di un'amministrazione autonoma, mentre altre località passarono sotto la giurisdizione di enti ecclesiastici e la Carnia fu suddivisa nei tre corpi amministrativi di Tolmezzo. Ma in tutto il Friuli l'attività politica decadde gravemente perché Venezia escluse la nobiltà locale da ogni ufficio pubblico e in pratica anche dalla milizia.
Nobiltà e popolo rimasero rinchiusi all'interno di forme tradizionali di vita e anche l'economia, ridotta a subalterna di quella dominante, venne progressivamente a decadere. L'espansione di Venezia fu fermata dagli Asburgo, che avevano realizzato un solido dominio nella parte orientale della regione. Con una politica fondata su matrimoni e diritti di successione, si erano impossessati completamente di Trieste nel 1382, nel 1400 della contea di Duino e nel 1500 di quella di Gorizia. Gorizia fu alla base della creazione della lega antiveneta di Cambrai.
Con i patti di Noyon del 1516 i confini tra la Repubblica Veneta e la Contea di Gorizia e Gradisca, ormai in mano agli Asburgo, vennero ridefiniti. Venezia perdeva l'alto bacino dell'Isonzo (cioè la gastaldia di Tolmino con Plezzo ed Idria), ma manteneva Monfalcone. All'arciduca d'Austria rimanevano Marano Lagunare (fino al 1543) e una serie di isole feudali sparse nel Friuli occidentale.
Tra il 1615 ed il 1617 Venezia e l'Austria si affrontarono nuovamente militarmente per il possesso della fortezza di Gradisca d'Isonzo: la cosiddetta guerra di Gradisca, che si concluse con il ritorno allo status quo precedente.
Da allora Venezia si arroccò dietro una nuova potentissima fortezza, denominata Palma (poi Palmanova), proprio al centro della pianura friulana: una struttura monumentale, con soluzioni per l'epoca avveniristiche, con una rigorosa struttura geometrica a forma di stella a nove punte, in grado di opporsi ai Turchi e di contenere i tentativi espansionistici degli Asburgo. I lavori di fortificazione ebbero inizio con la posa della prima pietra, il 7 ottobre 1593. Il governo austriaco protestò vivacemente per l'erezione della nuova fortezza, temendo che Venezia se ne potesse servire come base avanzata per occupare la contea di Gorizia, ma non poté impedirne la costruzione.
Quindi a partire dal 1516 l'Impero Asburgico controllò il Friuli orientale, mentre il Friuli occidentale e centrale rimase veneziano fino al 1797, anno del Trattato di Campoformido, quando in seguito alle campagne napoleoniche anche questa parte del Friuli venne ceduta all'Austria, che la perse per un breve periodo in cui fece parte del Regno italico, dal 1805 fino alla Restaurazione.
Le uniche questioni che si accesero fra Venezia e gli Asburgo furono da questo momento solo legate all'elezione del Patriarca di Aquileia, che però il Papa Benedetto XIV nel 1751 risolse sopprimendo il Patriarcato di Aquileia e creando i due arcivescovadi di Gorizia e di Udine.
Per il Friuli si trattò di un lungo periodo di stagnazione, che va collocato nel contesto del declino della Repubblica di San Marco dovuto alla perdita di molti suoi mercati tradizionali, alla canalizzazione del risparmio e di importanti risorse finanziarie in investimenti improduttivi (soprattutto di carattere fondiario) e alla perdita di competitività delle sue industrie e dei suoi servizi. Peraltro questo dominio orientò definitivamente il Friuli, che per secoli era cresciuto influenzato da una moltitudine di culture, verso la nazionalizzazione italiana.

### Cronologia del periodo dalla dominazione veneziana alla Restaurazione

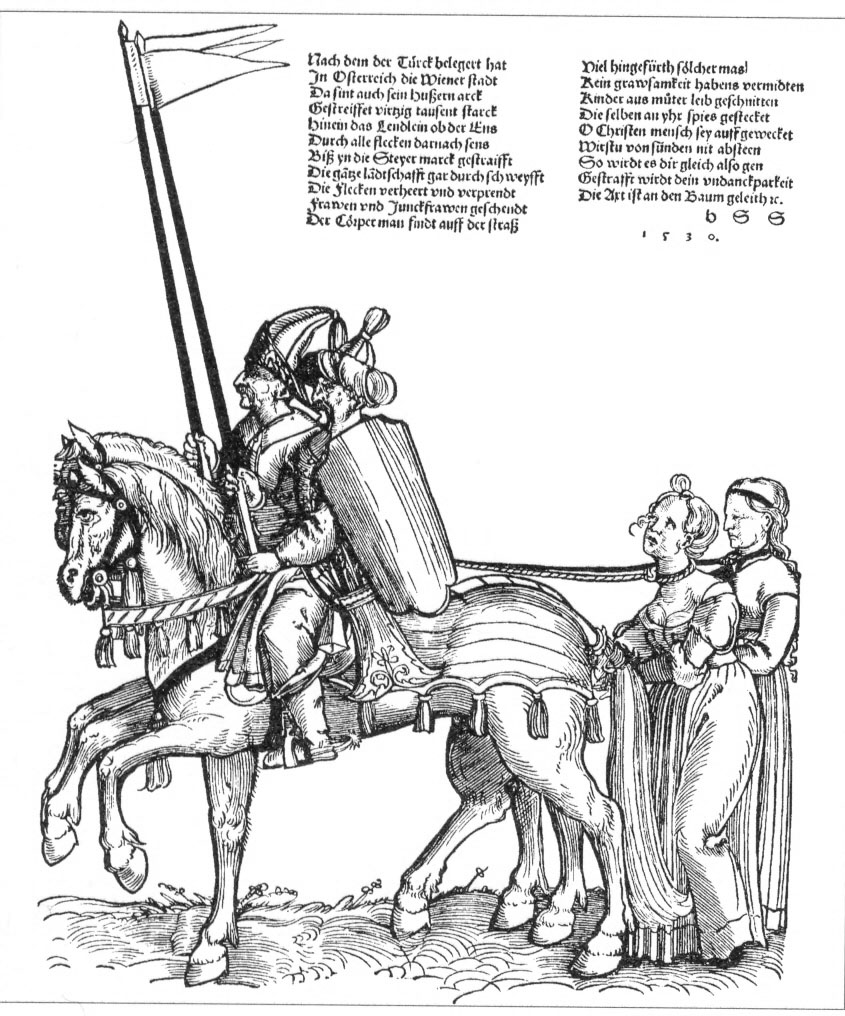
Donne catturate dai turchi in una rappresentazione dell’epoca

- 1499 - Circa 10.000 soldati turchi comandati da Skander Pascià (Skender Pascha), compiono una incursione spingendosi fino a Conegliano: in otto giorni di scorribanda, trucidano o conducono in prigionia oltre 10.000 persone e saccheggiano ed incendiano 132 villaggi;[8]
- 1500 - Muore Leonardo, ultimo conte di Gorizia, lasciando in eredità la Contea di Gorizia a Massimiliano d'Asburgo;
- 1508-1509 - La Repubblica di Venezia occupa militarmente la Contea di Gorizia;
- 1508 - Venezia conquista la contea di Pordenone, precedentemente occupata dagli Asburgo;
- 1511 - Una fronda nobiliare e una rivolta popolare si intrecciano negli eventi della Joibe grasse dal 1511; nello stesso anno Gradisca d'Isonzo viene conquistata dagli Asburgo e il Friuli è colpito da un'epidemia di peste, da un terremoto e da una carestia;
- 1516 - Con il Trattato di Noyon la Repubblica di Venezia riconosce agli Asburgo il possesso della Contea di Gorizia e Gradisca; ciò decreta la divisione del territorio dell’attuale regione Friuli Venezia Giulia tra la Repubblica di Venezia e gli Asburgo — una divisione tra due distinte aree di influenza politica che perdurerà per oltre 400 anni, fino alla fine della prima guerra mondiale;
- 1521 - Con il trattato di Worms l'Austria ottiene definitivamente il controllo di Tolmino, di Plezzo, dell'alta valle dell'Isonzo, della cittadella fortificata di Gradisca e del distretto di Cervignano, mentre quello di Monfalcone rimane veneziano;
- 1543 - Marano Lagunare passa alla Repubblica di Venezia;
- 1593 - Viene eretta la fortezza di Palmanova in funzione antiturca; Vista aerea di Palmanova

Vista aerea di Palmanova

- 1596 - Il patriarca di Aquileia Francesco Barbaro abolisce il rito patriarchino;
- 1615-1617 - Venezia e l'Austria si affrontano militarmente per il controllo del Friuli orientale durante la guerra di Gradisca;
- 1626 - La Contea di Gorizia viene incorporata al Sacro Romano Impero Germanico come feudo asburgico;
- 1647 - La Contea di Gradisca si separa da quella di Gorizia e viene infeudata ai conti di Eggenberg;
- 1700 - Un terremoto colpisce la Carnia;
- 1713 - Si ha una rivolta contadina a Tolmino, nella contea di Gorizia;
- 1751 - La bolla papale Injuncta Nobis di Benedetto XIV sopprime il patriarcato di Aquileia e istituisce l'Arcidiocesi di Udine e l'Arcidiocesi di Gorizia;
- 1754 - La Contea di Gradisca viene riunificata a quella di Gorizia;
- 1797 - Con il trattato di Campoformio i territori della Repubblica di Venezia, incluso il Friuli centrale e occidentale, vengono ceduti all'Austria;
- 1805 - Il Friuli centrale e occidentale vengono ceduti dall'Austria con la pace di Presburgo  per entrare a far parte del Regno italico;
- 1805 - Viene soppresso il Parlamento della Patria del Friuli;
- 1809 - Con il trattato di Schönbrunn, il Friuli viene nuovamente diviso: il Friuli ex veneto viene suddiviso in più Dipartimenti (Passariano, Tagliamento, Piave, Adriatico) mentre quello ex austriaco è annesso alle Province Illiriche.

## Storia contemporanea

### Dalla Restaurazione alla Grande guerra
Nel 1815, il Congresso di Vienna sancì la definitiva unione di Veneto e Friuli con la Lombardia austriaca, venendosi in tal modo a costituire il Regno Lombardo-Veneto. Una ventina d'anni più tardi, il mandamento di Portogruaro, da sempre friulano per storia, cultura, geografia e a lungo anche per lingua, fu tolto per volontà austriaca dalla Provincia del Friuli (parte integrante, come già si è detto, del Regno Lombardo-Veneto austriaco) e assegnato alla Provincia di Venezia (1838).
Nel 1848 durante la Prima Guerra d'Indipendenza, il Friuli conobbe una breve stagione indipendente nel tentativo di passare allo Stato Italiano. Nel marzo 1848 venne costituito un Governo Provvisorio del Friuli guidato da Antonio Caimo Dragoni, il conte Antonini ed altri, che crearono un comitato di difesa a capo del quale vi furono Giovanni Battista Cavedalis, Antonio Conti e Luigi Duodo. Le fortezze di Osoppo e Palmanova, comandata dal generale Carlo Zucchi, costituirono i punti di difesa per l'insurrezione. La risposta da parte dell'esercito asburgico fu violenta, interi paesi vennero dati alle fiamme, fra cui Jalmicco vicino a Palmanova, Visco, e Bagnaria, che assunse vicino al nome l'aggettivo di Arsa a ricordo di questi eventi. Le vicende vennero raccontate dalla testimone oculare la scrittrice Caterina Percoto.
Il Friuli centrale (attuale provincia di Udine) e il Friuli occidentale (attuale provincia di Pordenone) furono annessi all'Italia nel 1866 insieme al Veneto subito dopo la Terza Guerra di Indipendenza, mentre il Friuli orientale (la cosiddetta Contea di Gorizia e Gradisca) rimase soggetto all'Austria fino al termine della prima guerra mondiale.
Durante la prima guerra mondiale il Friuli, che all'epoca si trovava diviso tra Regno d'Italia e Austria-Ungheria (Provincia di Udine per il Regno d'Italia; una parte della Contea di Gorizia e Gradisca per l'Impero d'Austria-Ungheria), fu teatro delle operazioni belliche, che ebbero conseguenze gravose per la popolazione civile, soprattutto dopo la disastrosa rotta di Caporetto. Nella Bassa Friulana si sentì particolarmente forte l’esigenza sanitaria dovuta alla prossimità al fronte e, tra 1916 e 1917, nel comune di San Giorgio di Nogaro fu ospitata l’Università Castrense.

### La proposta di autonomia
Dopo Caporetto, riprese in Austria la vita politica che vide i rappresentanti dei vari popoli dell'Impero battersi per la trasformazione della Monarchia in senso democratico e confederale. In questo clima, i due deputati friulani presso il Parlamento di Vienna Giuseppe Bugatto e Luigi Faidutti, iniziarono una campagna politica per l'autonomia del Friuli orientale (con capoluogo Gorizia). A tale scopo si costituì un Consiglio nazionale friulano, per iniziativa del Partito cattolico popolare del Friuli che rispose positivamente a una serie di proposte formulate da Carlo I mediante un proclama lanciato nell'ottobre del 1918 che prevedeva anche la piena libertà di autodeterminandone del popolo friulano in caso di mutamenti di confine. In un celebre discorso pronunciato alla Camera di Vienna il 25 ottobre 1918, Giuseppe Bugatto ribadì la richiesta di autonomia e il diritto all'autodeterminazione per il popolo friulano. Il discorso si concludeva con le prime e ultime parole pronunciate in friulano nel Parlamento austriaco:
(Giuseppe Bugatto)
L'opinione pubblica italiana e gli irredentisti locali videro però nella svolta autonomista di Carlo I il disperato tentativo di una monarchia agonizzante di puntellare il proprio potere blandendo quei settori della società del Friuli Orientale tradizionalmente leali agli Asburgo.
Il conflitto si concluse con l'annessione all'Italia di quasi tutti i territori che le erano stati promessi con il Patto di Londra (1915).
Tra questi il Friuli Orientale, compreso nella Contea di Gorizia e Gradisca e la Val Canale, appartenente amministrativamente al Ducato di Carinzia. 
Alcuni di questi territori pur essendo legati storicamente al Friuli in alcune zone erano mistilingui: nella Val Canale gli sloveni costituivano insieme ai germanofoni una consistente componente della popolazione, accanto a popolazioni di lingua friulana e veneta una forte minoranza linguisticamente ed etnicamente slovena.

### Il primo dopoguerra e il fascismo
Nel 1923 fu soppressa la Provincia di Gorizia (ex Contea di Gorizia e Gradisca). I suoi territori venivano inclusi in larga parte nella Provincia del Friuli (con capoluogo Udine) ed in quella di Trieste (cui furono attribuiti i mandamenti di Monfalcone, di Sesana, e il Comune di Grado), mentre alla provincia dell'Istria fu assegnato il solo mandamento di Bisterza. L'abolizione della Provincia di Gorizia, incorporata a quella di Udine per dare luogo alla Provincia del Friuli era il risultato di due volontà: la prima era quella di ridurre l'influenza della minoranza slovena e la seconda, tenacemente perseguita dalle classi dirigenti udinese e triestina, appoggiate da Francesco Salata, Capo dell'Ufficio Centrale per le nuove Province, di estendere il proprio controllo sul Goriziano. La Provincia di Gorizia fu ricostituita, con ampie mutilazioni territoriali, con il decreto del 1º gennaio 1927. Essa non riacquistava i mandamenti ceduti alle Province di Trieste (eccetto Monfalcone) e dell'Istria, mentre rimanevano a quella di Udine la Val Canale ed il mandamento di Cervignano.
Durante il periodo del fascismo il Friuli dovette subire un processo di assimilazione culturale, di cui furono vittime soprattutto la popolazione slovena e quella tedesca. Forte fu anche la pressione sulla comunità friulana, che il fascismo tentò di usare in funzione anti-slava. L'assimilazione comportava anche la proibizione dell'uso delle lingue slovena, tedesca, nonché l'italianizzazione forzata di cognomi e nomi sloveni, tedeschi e friulani. Fatto poco noto, la popolazione tedesca della Val Canale fu obbligata (come quella dell'Alto Adige) a optare: le fu imposto, cioè, di scegliere se italianizzarsi o trasferirsi in Germania. La maggior parte della popolazione di lingua e cultura tedesca, scelse di abbandonare l'Italia e fu sostituita da popolazione proveniente da altre regioni italiane o da friulani. Tra gli optanti vi furono anche alcuni sloveni della Val Canale, mentre altri appartenenti a questo gruppo etnico, provenienti dal Goriziano, emigrarono nel Regno di Jugoslavia, in Argentina e in altri paesi. La maggioranza della comunità slovena decise però di non abbandonare le proprie terre nonostante le pressioni da parte delle autorità fasciste.

### La Seconda guerra mondiale

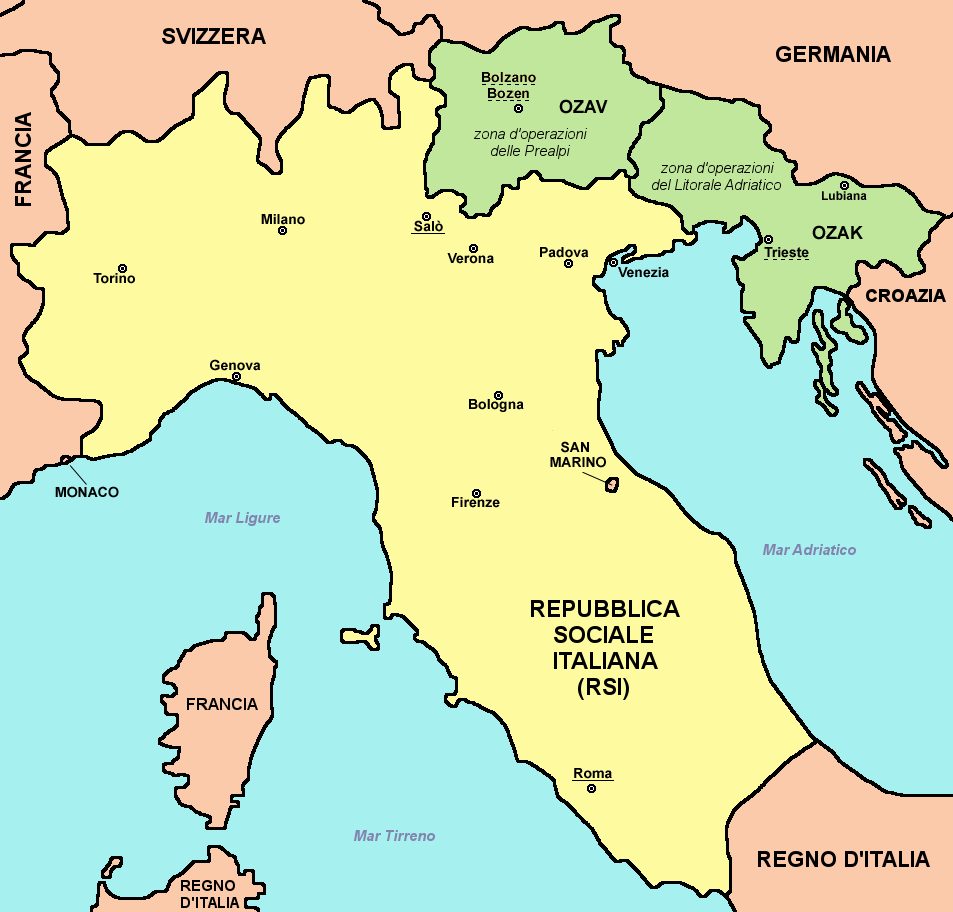
La Zona d'operazioni del Litorale adriatico

A partire dal mese di giugno del 1940 il Friuli fu coinvolto, come il resto d'Italia, nella seconda guerra mondiale e ne seguì le sorti. Lutti, restrizioni e disagi di ogni tipo si acuirono soprattutto a partire dall'inverno del 1942-1943 con i primi bombardamenti aerei su alcuni centri abitati della Regione. Dopo l'8 settembre 1943 il Friuli venne sottoposto al controllo diretto del Terzo Reich, interessato ad avere uno sbocco sull'Adriatico e a sottrarre le zone confinarie all'influenza della Repubblica Sociale Italiana. Anche il movimento partigiano acquistò una forza sempre maggiore tanto da creare la Repubblica libera della Carnia nel 1944. Il 1º ottobre 1943, era infatti stata istituita dalla Germania nazista la Operationszone Adriatisches Küstenland, formata dalle Province di Udine, Gorizia, Trieste, Pola, Fiume e Lubiana. Quest'ultima era stata costituita nel 1941, subito dopo l'aggressione nazifascista al Regno di Jugoslavia, con quella parte di territorio sloveno soggetto all'occupazione italiana. I tedeschi si avvalsero anche delle truppe cosacche antistaliniste, per tentare di debellare le formazioni partigiane nell'Alto Friuli.
Nell'inverno 1943-1944 penetrò nelle zone montuose del Friuli orientale (Slavia Friulana) anche il movimento di resistenza sloveno a egemonia comunista, che vi restò attivo fino alla fine della guerra. È proprio all'interno dei tesi rapporti tra la resistenza titoista jugoslava e le varie componenti di quella italiana che si inquadra l'episodio dell'eccidio di Porzûs.
Nell'inverno 1944-45 gli scali ferroviari di Udine e della Val Canale, i ponti sul Tagliamento ed altri obiettivi strategici, subirono nuovi e pesanti bombardamenti aerei anglo-americani. Il 2 maggio 1945 l'intera Regione poteva considerarsi completamente libera dall'occupazione nazista.

### Il secondo dopoguerra

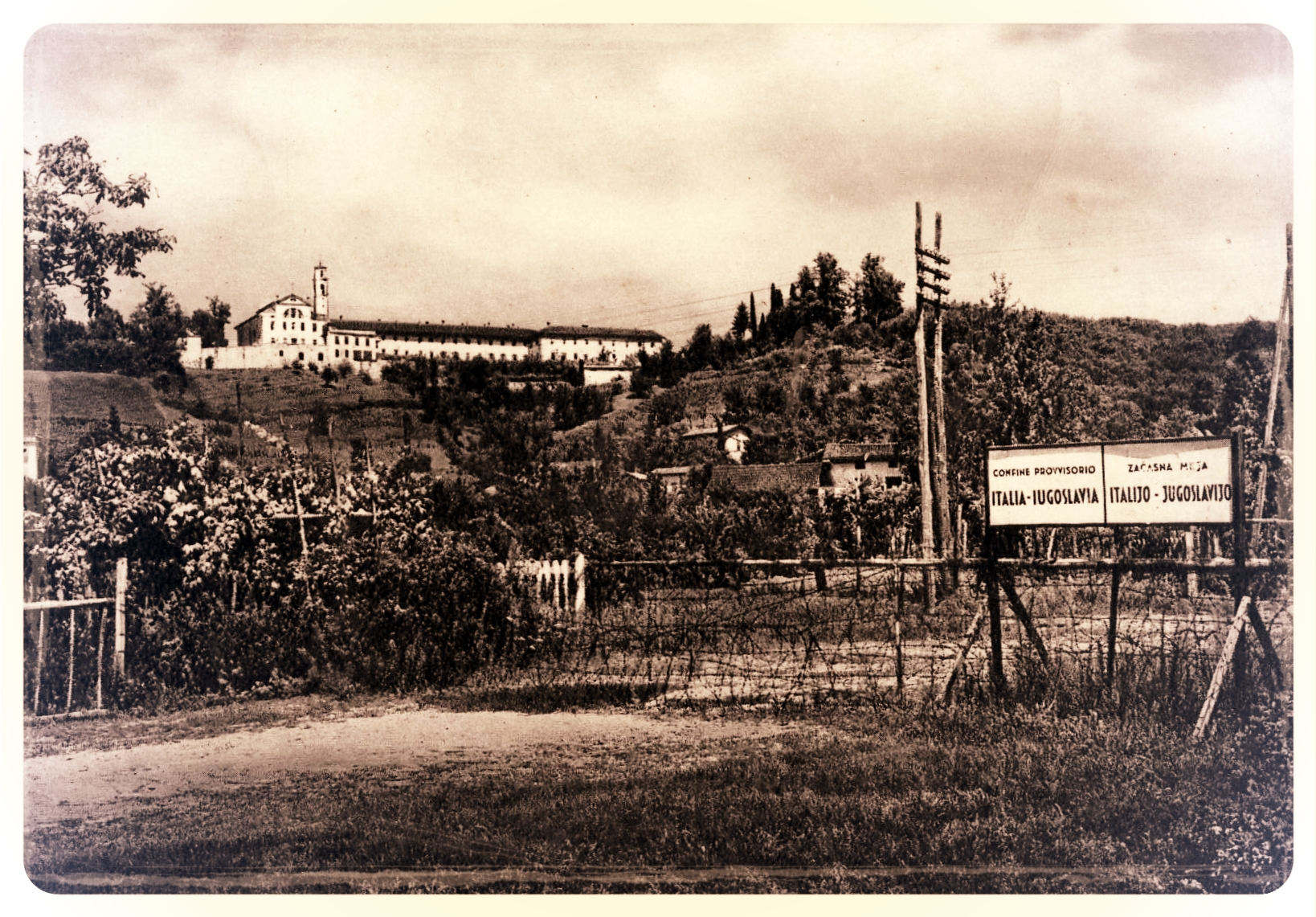
Un tratto del confine fra Italia e Jugoslavia nel 1945

Al termine della seconda guerra mondiale si propose il problema della definizione dei confini tra la Jugoslavia e l'Italia, che riguardava anche la fascia orientale del Friuli, da Tarvisio a Monfalcone. Fra il 1945 e il 1947, furono formulate le più svariate proposte sui nuovi confini tra i due paesi. La Jugoslavia premeva per vedersi riconoscere tutti quei territori che riteneva etnicamente sloveni, come anche la Bisiacaria dove era presente un forte movimento comunista filo-jugoslavo. La proposta dell'Unione Sovietica, che appoggiava la Jugoslavia, lasciava a questo Stato il tarvisiano fino a Pontebba, tutte le vallate a est di Cividale del Friuli, Gorizia, Monfalcone, il Carso etnicamente sloveno e tutta l'attuale provincia di Trieste. Contrariamente a quanto a volte si è sostenuto, non ci fu alcuna proposta ufficiale che fissasse il confine sul Tagliamento (che veniva toccato solo all'altezza di Venzone), un disegno la cui unica traccia è rinvenibile in una lettera inviata da Tito a Stalin. 

Pier Paolo Pasolini a Casarsa

 Nel 1945 nacque a Udine l'Associazione per l'Autonomia Friulana, tra i cui primi iscritti si annoveravano alcuni personaggi che avrebbero svolto un ruolo di primo piano nell'autonomismo friulano dei successivi dieci anni: Tiziano Tessitori, Gianfranco D'Aronco e Pier Paolo Pasolini. L'Associazione per l'Autonomia Friulana aveva come scopo quello di: far riconoscere che il Friuli costituisce un'entità regionale assolutamente distinta dalle limitrofe regioni veneta e giuliana, e quindi ottenergli la più ampia autonomia politico-amministrativa ed economica nell'ambito dello stato italiano. Nel 1947 dall'Associazione per l'Autonomia Friulana si staccò il più radicale Movimento Popolare Friulano, il cui obiettivo era invece di ottenere la ricostituzione integrale della Regione del Friuli nei suoi confini naturali, con la più ampia autonomia, entro l'ambito dello Stato italiano. I due movimenti ebbero una vita di pochi anni.
L'autonomismo friulano conobbe un nuovo sviluppo a partire dagli anni sessanta. In quell'epoca iniziò il dibattito sulla creazione della Regione Autonoma Friuli-Venezia Giulia e - parallelamente - di un'università in Friuli. Altri argomenti sul tappeto erano il problema di essere una regione di confine confinante con un paese comunista che limitava lo sviluppo economico della Regione a causa della guerra fredda, il riconoscimento della lingua friulana, l'emigrazione che colpiva duramente le terre friulane, la questione dei rapporti tra il Friuli e Trieste. Nel 1966 nacque anche il Movimento Friuli, un partito politico che sostenne le istanze friulane autonomiste per due decenni. Alcuni intellettuali dell'area friulana ravvisarono in questo e in altri movimenti consimili delle tendenze separatiste o anti-italiane: netta a questo proposito fu la presa di posizione e la condanna del poeta graisano Biagio Marin.
Nonostante la presenza dei notevoli fermenti autonomisti in Friuli la Democrazia Cristiana rimase per decenni il partito di maggioranza relativa, con una presenza più consistente delle sinistre in Carnia, in Bisiacaria, nel Sanvitese e nel Mandamento di Cervignano). Il Moviment Friûl dopo il 1992 uscirà dalla scena politica, anche per l'ascesa della Lega Nord, per ritornare in attività sul finire del decennio. Solo di recente il tema di una maggiore autonomia su modello del Trentino-Alto Adige è stato ripreso da alcuni movimenti autonomisti come il Front Furlan, Patrie Furlane, Patto per l'Autonomia.
La storia naturale ha visto due eventi tragici in Friuli nel secondo dopoguerra: il disastro del Vajont del 1963 (che colpì i comuni friulani di Erto e Casso, oltre alla località veneta di Longarone), nonché il terremoto del 1976, i cui effetti mutarono il volto e la struttura socio-economica delle zone colpite.

### Cronologia dell'età contemporanea
- 1815 - Il Congresso di Vienna sancisce l'aggregazione del territorio friulano ex veneto al Regno Lombardo-Veneto, mentre la Contea di Gorizia e Gradisca entra a far parte del Regno di Illiria, costituito nel 1816 e comprendente Carinzia, Carniola e Litorale Austriaco
- 1838 - Il Mandamento di Portogruaro viene staccato dalla Provincia del Friuli e assegnato alla Provincia di Venezia
- 1848 - Si hanno insurrezioni armate antiaustriache a Udine, Palmanova e Osoppo
- 1849 - La contea di Gorizia e Gradisca viene staccata dal Regno d'Illiria e entra a far parte del Litorale Austriaco, insieme a Trieste e all'Istria
- 1852 - Il comune di Sappada viene staccato dalla Provincia del Friuli e assegnato alla Provincia di Belluno
- 1866 - Il Friuli centrale e occidentale viene annesso al Regno d'Italia
- 1915 - L'Italia dichiara guerra all'Austria-Ungheria. Iniziano i combattimenti sul fronte friulano (Alpi Carniche, Alpi Giulie, Isonzo)
- 1915-1917 - Nell'ambito della prima guerra mondiale, le truppe italiane occupano una parte del Friuli orientale
- 1917-1918 - Nell'ambito della prima guerra mondiale, le truppe austriache occupano il Friuli centrale e occidentale
- 1918 - Fallisce la proposta di un'ampia autonomia del Friuli orientale all'interno dell'Austria-Ungheria
- 1919 - Con il Trattato di Saint-Germain il Friuli orientale viene annesso al Regno d'Italia
- 1922 - Le minoranze etniche (soprattutto slovena e tedesca) e i friulani iniziano a essere sottoposte a un processo di italianizzazione forzata
- 1923 - Soppressione della Provincia di Gorizia
- 1927 - Ricostituzione, con un territorio ridotto, della Provincia di Gorizia
- 1939 - Alla popolazione tedesca della Val Canale viene imposto di scegliere tra l'italianizzazione e l'espatrio
- 1943 - Inizia la Guerra di Resistenza anche in Friuli
- 1944 - Viene istituita la Repubblica libera della Carnia, soffocata dai tedeschi per mano dei cosacchi e dai fascisti
- 1945 - Il Friuli viene liberato dalle truppe alleate
- 1945 - Nasce l'Associazione per l'Autonomia Friulana
- 1947 - Nasce il Movimento Popolare Friulano
- 1947 - La Costituzione prevede l'istituzione della Regione Autonoma Friuli-Venezia Giulia
- 1963 - Effettivamente istituzione della Regione Autonoma Friuli-Venezia Giulia
- 1964 - Iniziano rivendicazioni per l'Università di Udine;
- 1966 - Nasce il Moviment Friûl
- 1968 - Viene creata la provincia di Pordenone, per distacco da quella di Udine
- 1972 - Viene fondato il Comitato per l'Università degli Studi di Udine
- 1976 - Il Friuli è colpito da due terremoti, il più grave dei quali causa un migliaio di morti. La ricostruzione viene ultimata in una decina di anni
- 1977 - La Legge 8 agosto 1977, n. 546 istituisce l'Università degli Studi di Udine
- 1991-1992 - Nell'ex Mandamento di Portogruaro si svolgono referendum consultivi per l'adesione alla Regione Friuli-Venezia Giulia, che danno esito positivo
- 2004 - Si svolge un referendum per la costituzione di una Provincia dell'Alto Friuli, per distacco da quella di Udine. La consultazione dà esito negativo
- 2006 - Nell'ex Mandamento di Portogruaro si svolgono referendum (non più solo consultivi) per l'adesione alla Regione Friuli-Venezia Giulia. Tutti i comuni si esprimono largamente a favore, ma solo a Cinto Caomaggiore viene raggiunto il quorum. Nel comune bellunese di Sappada viene svolto un referendum per il ritorno del comune montano al Friuli e il referendum dà esito positivo
- 2017 - Il 20 settembre 2017 il Senato della Repubblica ha dato parere positivo al trasferimento di Sappada alla Regione Friuli-Venezia Giulia con 168 favorevoli, 1 contrario e 8 astenuti. Il 22 novembre successivo anche la Camera dei deputati ha dato parere positivo con 257 voti favorevoli, 20 contrari e 74 astenuti.